# 马尔文·舒尔茨
马尔文·舒尔茨（德語：Marvin Schulz，1995年1月15日—），德国足球运动员，司职後衛，目前效力於德國足球乙級聯賽球隊荷尔斯泰因基尔。

## 俱乐部生涯
2015年8月15日德国足协杯门兴格拉德巴赫客场4比1战胜聖保利的比赛中，舒尔茨首次代表一队出场。五天之后，球队0比4客场输给多特蒙德的比赛中，舒尔茨首次在德甲联赛亮相。
2017年7月，马尔文·舒尔茨转会瑞士足球超级联赛球隊琉森，签约三年，合同期至2020年。

## 国家队生涯
舒尔茨曾代表德国20岁以下国家足球队出场比赛。

## 外部連結
- Soccerway資料庫：马尔文·舒尔茨